# Velika nagrada Španije 1988
Velika nagrada Španije 1988 je bila štirinajsta dirka Svetovnega prvenstva Formule 1 v sezoni 1988. Odvijala se je 2. oktobra 1988 na dirkališču Circuito Permanente de Jerez v Jerezu de la Fronteri. Zmagal je Alain Prost, drugo mesto je osvojil Nigel Mansell, tretje pa Alessandro Nannini. Ayrton Senna je osvojil najboljši štartni položaj, Prost pa je postavil najhitrejši krog dirke.

## Poročilo

### Kvalifikacije
Že desetič letos je bila prva vrsta McLarnova, kot večino dirk v tej seozni je najboljši štartni polžaj osvojil Ayrton Senna, Alain Prost pa drugo štartno mesto. V drugo vrsto sta se uvrstila Nigel Mansell z Williamsom in Thierry Boutsen z Benettonom, do desetega vrsta pa so se zvrstili še Alessandro Nannini, Ivan Capelli, Riccardo Patrese, Gerhard Berger, Nelson Piquet in Michele Alboreto.

### Dirka
Alain Prost je štartal najbolje, Senno pa je uspel prehiteti tudi Nigel Mansell. Ivan Capelli in Thierry Boutsen sta kmalu po štartu rahlo trčila, Boutsen je moral na menjavo nosu dirkalnika v bokse. V drugem krogu je Senna že prehitel Manslla, toda ob zaviranju ga je odneslo predaleč, in Britanec ga je prehitel nazaj. V šestnajstem krogu je odstopil Michele Alboreto z okvaro Ferrarijevega motorja, nato pa med prvo sedmerico do osemindvajsetega kroga ni prišlo do sprememb. Po težavah na prejšnji dirki za Veliko nagrado Portugalske je vodilni Prost varčeval s pnevmatikami in gorivom, zato je bil Mansell le pol sekunde za Francozom. Medtem pa je moral Senna braniti tretje mesto pred Riccardom Patresejem in Capellijem, ki pa sta ga napadala tudi Alessandro Nannini in Gerhard Berger.
Okoli tridesetega kroga so postanek za menjavo pnevmatik opravili Nannini, Berger in Piquet. Capelli je v šestintridesetem krogu uspel prehiteti Patreseja in se prebil na četrto mesto, nato pa tri kroge kasneje v istem ovinku še Senno za tretje mesto. Toda v šestinštiridesetem krogu je Capelli odstopil zaradi okvare motorja. V sedeminštiridesetem krogu je postanek v boksih opravil Mansell, kjer je po težavah z matico ne enem od koles izgubil veliko časa in Prost mu je pobegnil. Medtem je Nannini z novimi pnevmatikami prehitel tako Patreseja kot tudi Senno v istem krogu. V enainpetdesetem krogu pa je na postanek v bokse za nove pnevmatike zapeljal še Senna. Zaradi tega je padel na sedmo mesto, nato pa je ujel in prehitel Gugelmina in Bergerja, v petinšestdesetem krogu pa še Patreseja, ki je odpeljal celotno dirko z istimi pnevmatikami. Prost je dosegel svoji štiriintrideseto zmago, Mansell je po seriji odstopil v tej sezoni dosegel drugo mesto, Nannini je bil tretji, Senna pa četrti, ker je moral v zadnjih krogih varčevati z gorivom. Točke sta osvojila še Patrese in Berger, ki mu je tudi skoraj zmanjkalo goriva.

## Dirka
| Poz  | Št | Dirkač             | Konstruktor     | Krogi | Čas/Odstop    | Št. m. | Toč |
| ---- | -- | ------------------ | --------------- | ----- | ------------- | ------ | --- |
| 1    | 11 | Alain Prost        | McLaren-Honda   | 72    | 1:48:43,851   | 2      | 9   |
| 2    | 5  | Nigel Mansell      | Williams-Judd   | 72    | + 26,232 s    | 3      | 6   |
| 3    | 19 | Alessandro Nannini | Benetton-Ford   | 72    | + 35,446 s    | 5      | 4   |
| 4    | 12 | Ayrton Senna       | McLaren-Honda   | 72    | + 46,710 s    | 1      | 3   |
| 5    | 6  | Riccardo Patrese   | Williams-Judd   | 72    | + 47,430 s    | 7      | 2   |
| 6    | 28 | Gerhard Berger     | Ferrari         | 72    | + 51,813 s    | 8      | 1   |
| 7    | 15 | Maurício Gugelmin  | March-Judd      | 72    | + 1:15,964    | 11     |     |
| 8    | 1  | Nelson Piquet      | Lotus-Honda     | 72    | + 1:17,309    | 9      |     |
| 9    | 20 | Thierry Boutsen    | Benetton-Ford   | 72    | + 1:17,655    | 4      |     |
| 10   | 36 | Alex Caffi         | Dallara-Ford    | 71    | +1 krog       | 18     |     |
| 11   | 29 | Yannick Dalmas     | Larrousse-Ford  | 71    | +1 krog       | 16     |     |
| 12   | 24 | Luis Perez-Sala    | Minardi-Ford    | 70    | +2 kroga      | 24     |     |
| 13   | 33 | Stefano Modena     | Euro Brun-Ford  | 70    | +2 kroga      | 26     |     |
| 14   | 30 | Philippe Alliot    | Larrousse-Ford  | 69    | +3 krogi      | 12     |     |
| Ods  | 26 | Stefan Johansson   | Ligier-Judd     | 62    | Kolo          | 21     |     |
| Ods  | 18 | Eddie Cheever      | Arrows-Megatron | 60    | Šasija        | 25     |     |
| Ods  | 16 | Ivan Capelli       | March-Judd      | 45    | Motor         | 6      |     |
| Ods  | 17 | Derek Warwick      | Arrows-Megatron | 41    | Šasija        | 17     |     |
| Ods  | 22 | Andrea de Cesaris  | Rial-Ford       | 37    | Motor         | 23     |     |
| Ods  | 14 | Philippe Streiff   | AGS-Ford        | 16    | Motor         | 13     |     |
| Ods  | 27 | Michele Alboreto   | Ferrari         | 15    | Motor         | 10     |     |
| Ods  | 23 | Pierluigi Martini  | Minardi-Ford    | 15    | Menjalnik     | 20     |     |
| Ods  | 2  | Satoru Nakadžima   | Lotus-Honda     | 14    | Zavrten       | 15     |     |
| Ods  | 21 | Nicola Larini      | Osella          | 9     | Vzmetenje     | 14     |     |
| Ods  | 3  | Jonathan Palmer    | Tyrrell-Ford    | 4     | Šasija        | 22     |     |
| Ods  | 25 | René Arnoux        | Ligier-Judd     | 0     | Pedal za plin | 19     |     |
| DNQ  | 10 | Bernd Schneider    | Zakspeed        |       |               |        |     |
| DNQ  | 32 | Oscar Larrauri     | Euro Brun-Ford  |       |               |        |     |
| DNQ  | 4  | Julian Bailey      | Tyrrell-Ford    |       |               |        |     |
| DNQ  | 9  | Piercarlo Ghinzani | Zakspeed        |       |               |        |     |
| DNPQ | 31 | Gabriele Tarquini  | Coloni-Ford     |       |               |        |     |